# Tocuyito (paroisse civile)
Pour les articles homonymes, voir Tocuyito.
Tocuyito est l'une des deux paroisses civiles de la municipalité de Libertador dans l'État de Carabobo au Venezuela. Sa capitale est Tocuyito, chef-lieu de la municipalité, tout comme celle de l'autre paroisse civile d'Independencia.

## Géographie

### Démographie
La paroisse civile, outre sa capitale Tocuyito dont elle abrite le centre, comporte plusieurs localités :
- Alto de Cañafístola
- Barrera
  - Barrera Abajo
  - Barrera Arriba
- Barrerita
- La Guasima
- La Lagunita
- Tocuyito
  - El Rosario
  - El Vigía
  - La Esperanza
  - Los Molinos
  - Urbanización El Encanto
  - Urbanización Safary Country Club